# John Pritchard (baloncestista)
"Big" John David Pritchard (Minneapolis, Minnesota, 23 de enero de 1927-Fridley, Minnesota, 13 de agosto de 2012) fue un jugador de baloncesto estadounidense que disputó una temporada en la NBA, jugando posteriormente con los Washington Generals, el equipo que acompañaba en los partidos de exhibición a los Harlem Globetrotters. Con 2,07 metros de estatura, jugaba en la posición de pívot.

## Trayectoria deportiva

### Universidad
Jugó durante cuatro temporadas con los Bulldogs de la Universidad de Drake, en las que promedió 11,0 puntos por partido, siendo el máximo anotador del equipo en sus tres últimas temporadas. Fue incluido en el mejor quinteto de la universidad de la dácada de los 40.

### Profesional
Fue elegido en la sexagésimo séptima posición del Draft de la NBA de 1949 por St. Louis Bombers, pero acabó fichando por los Waterloo Hawks, con los que disputó únicamente siete partidos en los que promedió 3,1 puntos y 1,1 asistencias. Jugó posteriormente con los Washington Generals, el equipo que acompañaba en los partidos de exhibición a los Harlem Globetrotters.

## Estadísticas de su carrera en la NBA

### Temporada regular
| Temporada | Edad | Equipo         | Liga | Pos. | P | TIT | MIN | TC  | TCA | %TC  | 3P | 3PA | %3P | TL  | TLA | %TL  | R.OF. | R.DEF. | REB | ASIS | ROB | TAP | PER | FP  | PTS |
| 1949-50   | 23   | Waterloo Hawks | NBA  |      | 7 |     |     | 1.3 | 4.1 | .310 |    |     |     | 0.6 | 1.6 | .364 |       |        |     | 1.1  |     |     |     | 2.0 | 3.1 |
| Total     |      |                | NBA  |      | 7 |     |     | 1.3 | 4.1 | .310 |    |     |     | 0.6 | 1.6 | .364 |       |        |     | 1.1  |     |     |     | 2.0 | 3.1 |